# Filigorgia angolana
Filigorgia angolana is een zachte koraalsoort uit de familie Gorgoniidae. De koraalsoort komt uit het geslacht Filigorgia. Filigorgia angolana werd in 1992 voor het eerst wetenschappelijk beschreven door Grasshoff. 